# Adjudicación
La adjudicación (del latín: adiudicatĭo, -ōnis) es un modo de adquirir el dominio de bienes que han pertenecido a una comunidad o de bienes que no han logrado ser subastados en un juicio ejecutivo.
La adjudicación es la forma de asignar los bienes que un comunero ha mantenido como propietario cuotativo en una comunidad para que pase a ser titular del derecho de dominio de ellos en forma exclusiva. Normalmente este proceso se obtiene a través de un juicio divisorio o de partición de bienes.
Se llama «adjudicatario» a la persona a quien se le transfiere el dominio de los bienes adjudicados, quien pasará a disponer de ellos de manera exclusiva.

## Origen
En el antiguo Derecho romano la adjudicatio era un modo de adquirir el dominio del Derecho civil, que solo tenían los ciudadanos romanos, que recibían la propiedad de algo luego de la división de la cosa en común hecha por un juez, en general en virtud de una herencia (la actio familiae ercincundae entre comuneros y la actio finium regundorum entre vecinos). Actualmente también integra el proceso de partición de bienes sucesorios, y es el modo por el cual la parte indivisa y abstracta de cada comunero se transforma en una cosa real y tangible, de propiedad exclusiva de cada adjudicatario.